# Augusto Santos Silva
Augusto Ernesto Santos Silva (ur. 20 sierpnia 1956 w Porto) – portugalski polityk, socjolog i nauczyciel akademicki, parlamentarzysta, w socjalistycznych rządach m.in. minister edukacji, kultury, obrony narodowej i spraw zagranicznych, a także minister stanu, od 2022 do 2004 przewodniczący Zgromadzenia Republiki.

## Życiorys
Absolwent socjologii na Uniwersytecie w Porto. W 1992 doktoryzował się w instytucie ISCTE. Od 1981 zawodowo związany z Uniwersytetem w Porto, gdzie doszedł do stanowiska profesora zwyczajnego. W latach 1998–1999 był prorektorem tej uczelni. Publikował w piśmie „Jornal de Notícias” (1978–1986) i dzienniku „Público” (1992–1999, 2002–2005). Od 1997 do 1998 współpracował ze stacją radiową TSF Rádio Notícias. Jest autorem prac naukowych poświęconych socjologii.
W 1990 wstąpił do Partii Socjalistycznej, od 1998 członek władz krajowych tego ugrupowania. Wykonywał mandat radnego stołecznej dzielnicy Nevogilde (1994–1999), zaś od 1996 do 1999 był członkiem narodowej rady edukacji. W latach 2002–2009 i 2011–2015 sprawował mandat posła do Zgromadzenia Republiki z okręgu Porto. Zasiadał w drugim rządzie Antónia Guterresa jako sekretarz stanu ds. edukacji (1999–2000), minister edukacji (2000–2001) i minister kultury (2001–2002).
W latach 2005–2009 pełnił funkcję ministra ds. kontaktów z parlamentem w rządzie, którym kierował José Sócrates. W drugim gabinecie tegoż premiera od 2009 do 2011 był ministrem obrony narodowej. W 2015 objął natomiast urząd ministra spraw zagranicznych w gabinecie Antónia Costy. W 2019 pozostał na tej funkcji w drugim rządzie dotychczasowego premiera, dodatkowo otrzymując nominację na ministra stanu.
W 2019 i 2022 był wybierany do Zgromadzenia Republiki XIV i XV kadencji z okręgu przeznaczonego dla pozaeuropejskiej diaspory. W marcu 2022 zrezygnował z funkcji ministra spraw zagranicznych w związku z przejściem do pracy w parlamencie. W tym samym miesiącu wybrany na przewodniczącego Zgromadzenia Republiki. Pełnił tę funkcję do końca kadencji parlamentu w 2024; w wyborach w tymże roku nie uzyskał poselskiej reelekcji.

## Życie prywatne
Żonaty, ma troje dzieci.